# Litsch und Wurfenthalgraben
Litsch und Wurfenthalgraben ist eine Katastralgemeinde der Stadtgemeinde Gföhl in Niederösterreich.

## Geografie
Die Katastralgemeinde liegt südwestlich des Gemeindehauptortes Gföhl am Gföhler Bach. Auf dem Gebiet der Katastralgemeinde befinden sich zwei Ortschaften: 
- Litschgraben, 20 Einwohner (am 1. Jänner 2025).[1] Litschgraben wird durch die Landesstraße L7042 erschlossen, die als Stichstraße ausgeführt ist.
- Wurfenthalgraben, 21 Einwohner (am 1. Jänner 2025).[1] Durch Wurfenthalgraben führt die Landesstraße L7041.

Der gleichnamige Zählsprengel umfasst außerdem auch noch die außerhalb der Katastralgemeinde befindliche Ortschaft Garmanns.

## Geschichte
Laut Adressbuch von Österreich waren im Jahr 1938 in der Ortsgemeinde Litsch und Wurfenthalgraben ein Gastwirt und ein Müller ansässig.